# Cruz hugonote
La cruz hugonote es una insignia protestante del sur de Francia, creada en 1560, parecida a la Cruz de la orden del Espíritu Santo, creada en 1578. Aquellos que la llevaban se sentían sin reproche ante los ojos de la ley, incluso bajo las persecuciones de los siglos XVII y XVIII. Por otra parte, los diferentes elementos de la joya expresaban un significado tanto político como espiritual, permitiendo al portador afirmar al mismo tiempo una verdadera lealtad al rey ("mal aconsejado") y al Estado, y una verdadera fe evangélica.

La Cruz Hugonota.

- La cruz, símbolo eminentemente cristiano puesto que remite a la muerte propiciatoria de Jesús de Nazaret, se refiere también a su victoria sobre la muerte y la impiedad, es aquí una cruz patada.
- Sin embargo, se observa aquí abotonada en sus ocho extremos, haciendo referencia a las ocho bienaventuranzas del Sermón del monte (Evangelio de Mateo, capítulo 5, versículos 3 al 10), normas de vida para el cristiano sincero.
- Entre los brazos de la cruz, estilizadas flores de lis (las cuales, sobre los escudos de Francia, representan a la Santísima Trinidad), recordaban también, por su disposición concéntrica, retazos de la corona de espinas de Cristo, y delimitan, junto a los brazos de la cruz, cuatro corazones (la corona y el corazón son símbolos que remiten a los sufrimientos de Cristo en lugar de la humanidad).
- Como colgante, la paloma es un símbolo del Espíritu Santo, que «asegura a nuestro espíritu que somos hijos de Dios» (Ro 8, 16 NVI). Es la misma paloma que se hizo presente en el Bautismo de Jesús y que, según la tradición medieval francesa, habría transportado el santo crisma (aceite) para la consagración de los reyes de Francia. A veces, la representación de una bombilla conteniendo este aceite sustituye a la paloma colgante de la cruz hugonote. Esta bombilla adquiere forma de gota y es denominada asimismo trissou, según el habla regional. Sin embargo, este trissou puede tener al menos otros dos orígenes. Puede representar las «lágrimas de la persecución», o las «lenguas como de fuego» que descendieron sobre las cabezas de los discípulos de Jesús el día de Pentecostés (marcando el arribo del Espíritu Santo prometido por el Señor).
- Otra interpretación de los cuatro corazones concéntricos señala que es una evocación del amor del Padre. Algunos interpretan también una representación de Dios el Padre, el Creador, en los Rayos que van desde el centro hacia cada brazo de la cruz, como un sol. Así pues, los tres elementos de la Trinidad quedarían representados: el Padre (rayos, corazones), el Hijo (la cruz, corazones) y el Espíritu Santo (la paloma).

Algunas fuentes plantean que habría sido creada tres años después de la revocación del Edicto de Nantes (1685) por un orfebre de Nimes, llamado Maystre. En 1938, la Iglesia Reformada de Francia (en francés 'Église Réformée de France') procuró una evocación de este popular emblema en su logotipo oficial.